# Реформы Александра I

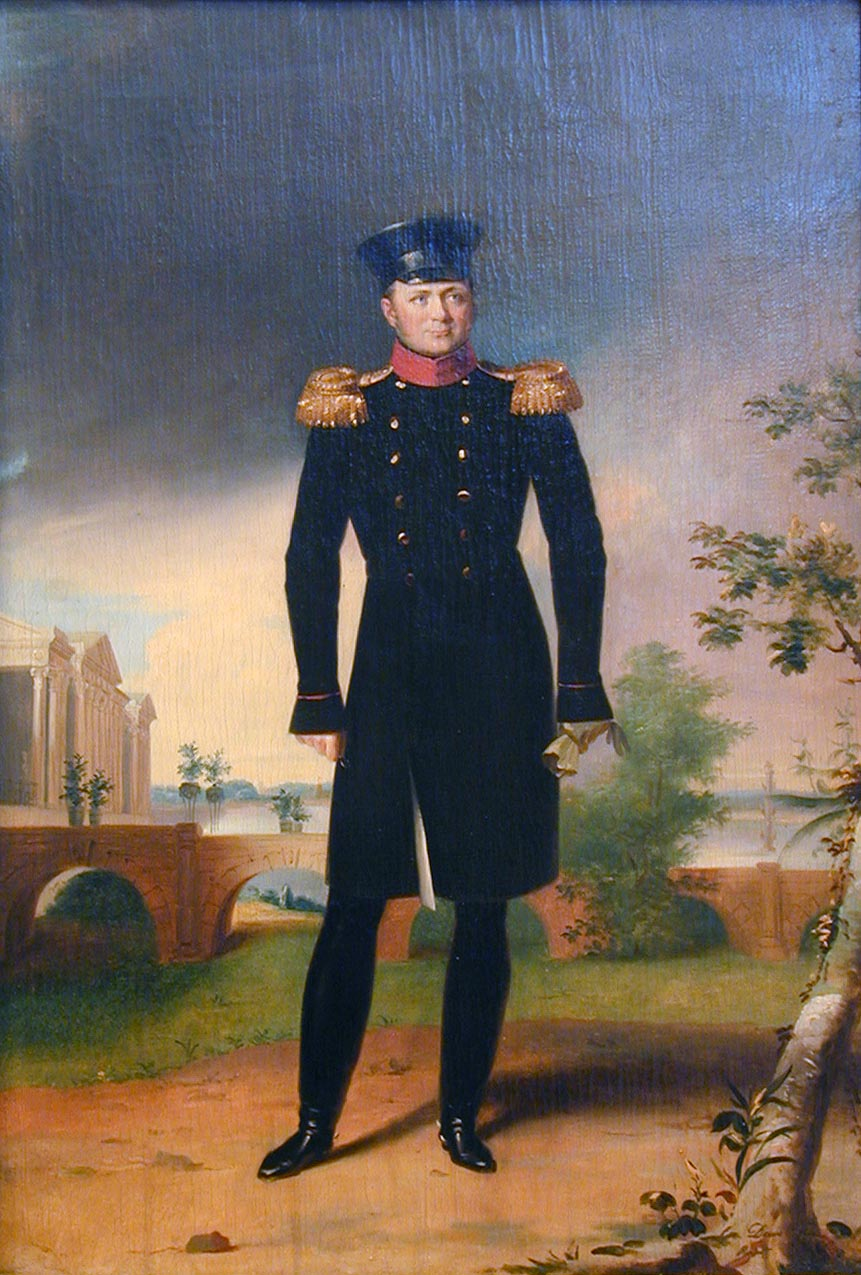
Александр Павлович на фоне Камероновой галереи.

Воспитанный в либеральном духе швейцарцем Лагарпом, Александр I взошёл на российский престол в 1801 году с намерением осуществить всеобъемлющие либеральные преобразования государственно-политического устройства Российской империи. В этих начинаниях его поддерживала и значительная часть дворянской верхушки.
Ввиду ряда причин, включая необходимость сосредоточения на противостоянии Наполеону и внешней политике, к середине правления Александра реформы были постепенно свёрнуты, а их основной идеолог М. М. Сперанский был отставлен от государственной службы.
В целом, преобразования Александра I носили косметический характер и не привели к существенной перестройке империи. Прошло ещё полвека, прежде чем Александр II реализовал действительно масштабные либеральные преобразования — т. н. великие реформы.

## Негласный комитет
Император окружил себя «молодыми друзьями», призванными помогать ему в преобразовательных работах. Это были бывшие члены великокняжеского кружка: граф П. А. Строганов, граф В. П. Кочубей, князь А. Чарторыйский и Н. Н. Новосильцев. Эти люди составили так называемый «Негласный комитет», собиравшийся в течение 1801—1803 годов в укромной комнате императора и вместе с ним вырабатывавший план необходимых преобразований. Задачей этого комитета было помогать императору «в систематической работе над реформою бесформенного здания управления империей». Положено было предварительно изучить настоящее положение империи, потом преобразовать отдельные части администрации и эти отдельные реформы завершить «уложением, установленным на основании истинного народного духа». «Негласный комитет», функционировавший до 9 ноября 1803 года, за два с половиной года рассмотрел вопросы осуществления сенатской и министерской реформы, деятельности «Непременного совета», крестьянский вопрос, коронационные проекты 1801 года, «Всемилостивейшую жалованную грамоту» и ряд внешнеполитических мероприятий.

## Реформа органов центрального управления

### Законосовещательный орган
Реформы начались с центрального управления. Собиравшийся по личному усмотрению императрицы Екатерины Совет при высочайшем дворе 30 марта (11 апреля) 1801 года был заменён постоянным учреждением, получившим название «Непременного совета», для рассмотрения и обсуждения государственных дел и постановлений. Он состоял из 12 высших сановников без разделения на департаменты.
По проекту М. М. Сперанского «Введение к уложению государственных законов» с 1 января 1810 года Непременный совет был преобразован в Государственный совет. Он состоял из Общего собрания и четырёх департаментов — законов, военного, гражданских и духовных дел, государственной экономии (позже временно существовал и 5-й — по делам царства Польского). Для организации деятельности Государственного совета была создана Государственная канцелярия, и её государственным секретарём был назначен Сперанский. При Государственном совете учреждались Комиссия составления законов и Комиссия прошений.
Председателем Государственного совета являлся Александр I или один из членов совета по назначению императора. В состав Государственного совета входили все министры, а также лица из высших сановников, назначаемые императором. Государственный совет не издавал законы, а служил совещательным органом при их разработке. Его задача — централизовать законодательное дело, обеспечить единообразие юридических норм, не допускать противоречий в законах.

### Сенат и Синод
8 сентября 1802 года был подписан именной указ «О правах и обязанностях Сената», который определил как саму организацию Сената, так и его отношение к другим высшим учреждениям. Сенат объявлялся верховным органом в империи, сосредотачивающим в себе высшую административную, судебную и контролирующую власти. Ему предоставлялось право делать представления по поводу издаваемых указов, если они противоречили другим законам.
В силу целого ряда условий эти вновь дарованные Сенату права не могли сколько-нибудь поднять его значение. По составу своему Сенат остался собранием далеко не первых чиновников империи. Непосредственных сношений Сената с верховной властью не было создано, и это предопределило характер отношений Сената к Государственному совету, министрам и Комитету министров.
Изменениям подвергся и Святейший Синод, членами которого были высшие духовные иерархи — митрополиты и архиереи, но во главе Синода стоял гражданский чиновник в звании обер-прокурора. При Александре I представители высшего духовенства уже не собирались, а вызывались на заседания Синода по выбору обер-прокурора, права которого были значительно расширены. С 1803 по 1824 год должность обер-прокурора исполнял ближайшее доверенное лицо императора — князь А. Н. Голицын, который с 1816 года занимал также должность министра народного просвещения.

### Министерская реформа

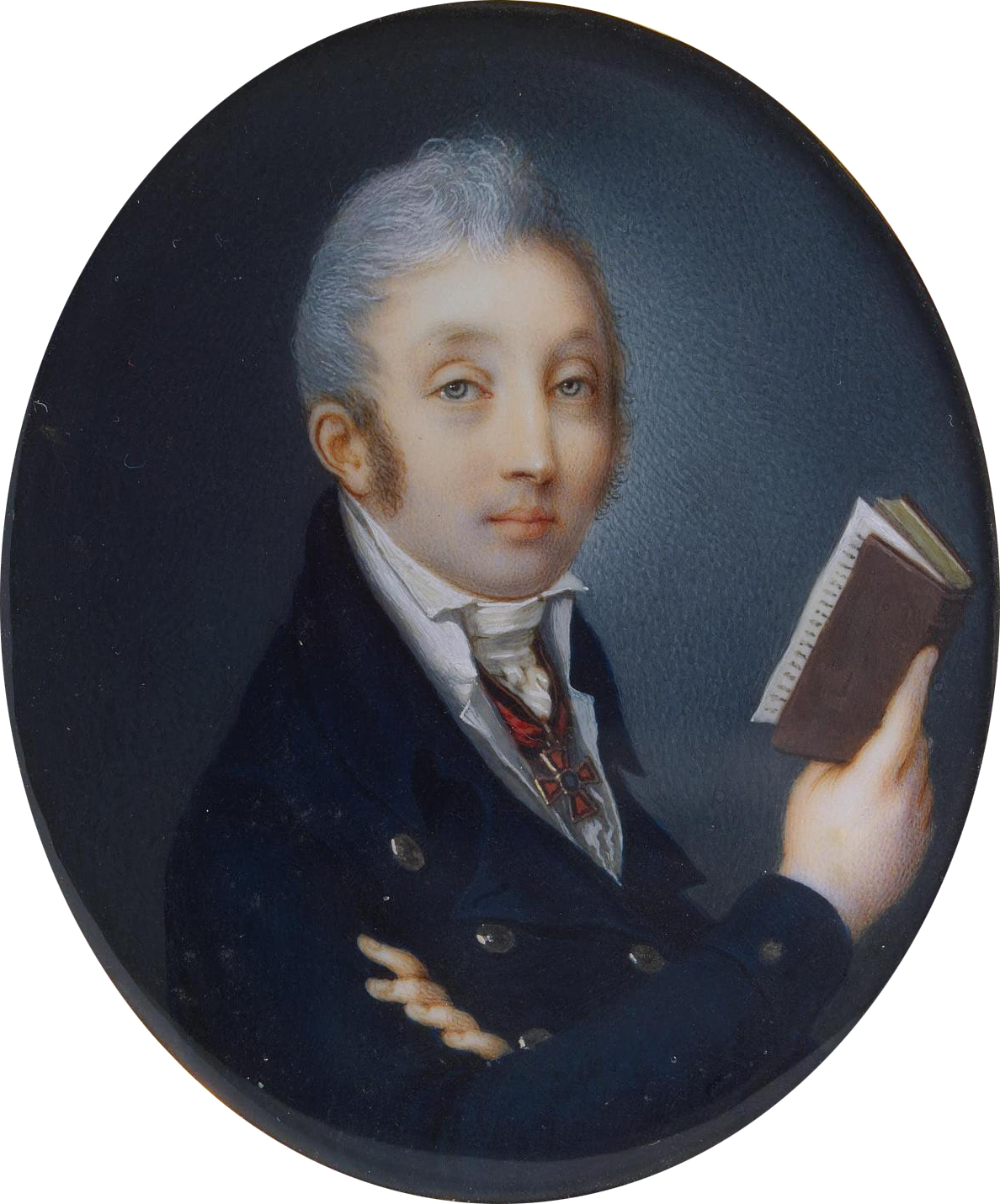
Михаил Сперанский в 1806 году

Манифестом «Об учреждении министерств» от 8 сентября 1802 года провозглашалась министерская реформа. Поначалу создавалось восемь министерств, заменявших петровские коллегии.
- иностранных дел,
- военных сухопутных сил,
- морских сил,
- внутренних дел,
- финансов,
- юстиции,
- коммерции,
- народного просвещения.

Дела теперь решались единолично министром, отчётным перед императором. Каждый министр имел заместителя (товарища министра) и канцелярию. Министерства подразделялись на департаменты, возглавляемые директорами; департаменты — на отделения во главе с начальниками отделений; отделения — на столы во главе со столоначальниками. Для совместного обсуждения дел учреждался Комитет министров.
На втором этапе реформы 12 июля 1810 года был утверждён подготовленный М. М. Сперанским манифест «О разделении государственных дел на особые управления», 25 июня 1811 года — «Общее учреждение министерств». Этот манифест разделял все государственные дела «в порядке исполнительном» на пять главных частей:
- внешние сношения, которые находились в ведении министерства иностранных дел;
- устройство внешней безопасности, которое поручалось военному и морскому министерствам;
- государственная экономия, которой ведали министерства внутренних дел, просвещения, финансов, Государственный казначей, Главное управление ревизии государственных счетов, Главное управление путей сообщения;
- устройство суда гражданского и уголовного, которое поручалось министерству юстиции;
- устройство внутренней безопасности, вошедшее в компетенцию министерства полиции.

Манифестом провозглашалось создание новых центральных органов государственного управления — министерства полиции и Главного управления духовных дел разных исповеданий.
Число министерств и приравненных к ним Главных управлений, таким образом, достигло двенадцати. Началось составление единого государственного бюджета.

## Программа преобразований Сперанского
В конце 1808 года Александр I, не удовлетворённый результатами деятельности Негласного комитета, поручил Михаилу Сперанскому, талантливому выходцу из низов, разработать план государственного преобразования России. В октябре 1809 года проект под названием «Введение к уложению государственных законов» был представлен императору. Его цель состояла в том, чтобы модернизировать и европеизировать государственное управление, путём введения буржуазных норм и форм «в целях укрепления самодержавия и сохранения сословного строя».
Сперанский предполагал разделить население России на три сословия:
1. дворянство имеет гражданские и политические права;
2. «среднее состояние» имеет гражданские права (право на движимую и недвижимую собственность, свободу занятий и передвижений, выступать от своего имени в суде) — купцы, мещане, государственные крестьяне.
3. «народ рабочий» имеет общие гражданские права (гражданская свобода личности): это помещичьи крестьяне, рабочие и домашние слуги.

Проектом Сперанского впервые в России предполагалось реализовать разделение властей на законодательную (Государственный совет, губернские, окружные, волостные думы), исполнительную (министерства и учреждения губернские, окружные, волостные) и судебную (Сенат, губернские и окружные суды).
Выборы в представительный орган предполагались четырёхступенные с избирательным имущественным цензом для избирателей. Доступ к выборам должны были получить землевладельцы (помещики) и верхи городской буржуазии.
При императоре создаётся представительный орган — Государственный совет, или дума. При этом император сохраняет всю полноту власти: сессии император мог прервать и даже распустить, назначив новые выборы. Госдума рассматривалась как представительный орган при императоре. Императору же принадлежало право назначения министров и сенаторов.
Проект Сперанского встретил упорное противодействие сенаторов, министров и других высших сановников, и Александр I не решился его реализовать. Правда, Государственный совет (в урезанном виде) был всё-таки учреждён по плану Сперанского 1 января 1810 года. В течение последующих двух лет (12 июля 1810 года и 25 июня 1811 года) были преобразованы министерства (см. выше).
К началу 1811 года был подготовлен проект преобразования Сената, а в июне он был внесён на рассмотрение в Государственный совет. Было предложено преобразовать Сенат в два учреждения:
1. Сенат правительствующий сосредотачивал в себе правительственные дела и комитет министров — министров с их товарищами и начальниками особых (главных) частей управления.
2. Сенат судебный распадался на четыре местных отделения в соответствии с главными судебными округами империи: в Петербурге, Москве, Киеве и Казани.

Особенностью судебного Сената была двойственность его состава: одни сенаторы назначались от короны, другие выбирались дворянством. Государственный совет новый проект представительства резко раскритиковал, хотя большинство проголосовало «за». К тому времени и сам Сперанский разочаровался в проекте и советовал его не принимать.
Таким образом, из трёх отраслей высшего управления — законодательной, исполнительной и судебной — были преобразованы только две; третьей (то есть судебной) реформа не коснулась. Что касается губернского управления, то для этой сферы не было разработано даже проекта реформ.

## Финансовая реформа

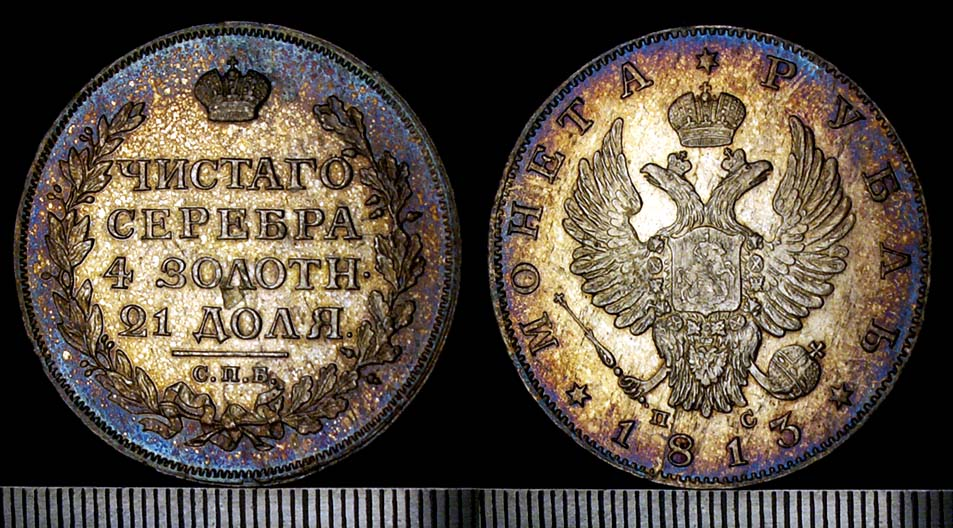
Рубль Александра I серебром. 1813 год

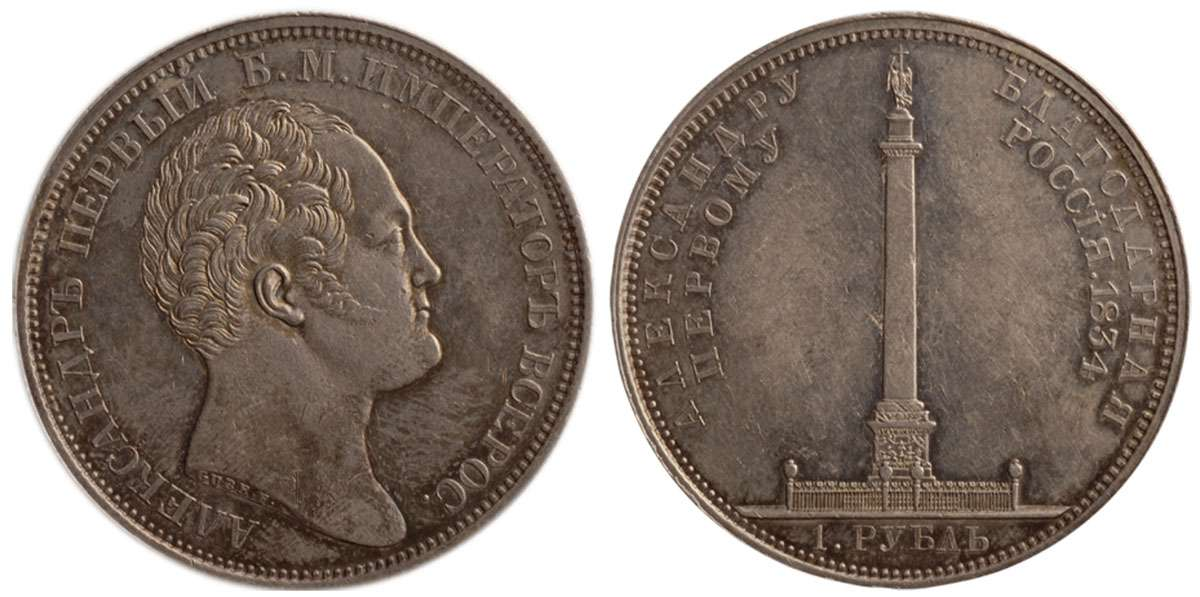
Рубль с портретом Александра I в честь открытия Александрийского столпа. 1834 год

По смете 1810 года всех выпущенных в обращение ассигнаций (первых российских бумажных денег) насчитывалось 577 млн; внешнего долга — 100 млн. Смета доходов на 1810 год обещала сумму в 127 млн; смета расходов требовала 193 млн. Предвиделся дефицит в 66 млн ассигнаций.
Ввиду того, что правительство продолжало печатать бумажные деньги и наблюдалась их очевидная инфляция, планировалось прекратить выпуск новых ассигнаций и изымать постепенно старые; далее — повышать все налоги (прямые и косвенные). Увеличение всех налогов произошло в два этапа, 2 февраля 1810 года и 11 февраля 1812 года.

## Реформа в области образования
В 1803 году было издано новое положение об устройстве учебных заведений, внёсшее новые принципы в систему образования: бессословность учебных заведений, бесплатность обучения на низших его ступенях, преемственность учебных программ. Уровни системы образования: в крупнейших городах — университет, в каждом губернском городе — гимназия, в уездах — училища, в церковных приходах — одноклассные училища. Всей системой образования ведало Главное управление училищ.
В рамках реформы территория империи была разделена на шесть учебных округов, возглавляемых попечителями. Над попечителями были учёные советы при университетах. Основаны новые университеты — Дерптский (1802), Виленский (1803), Харьковский и Казанский (оба — 1804). Открытый в том же 1804 году Петербургский Педагогический институт был также преобразован в 1819 году в университет. В Ярославле на частные средства открылось в 1803 году Демидовское высших наук училище.
Первый в России Университетский устав (1804 год) предоставлял университетам значительную автономию: выборность ректора и профессуры, собственный суд, невмешательство высшей администрации в дела университетов, право университетов назначать учителей в гимназии и училища своего учебного округа.
Указ «О правилах производства в чины по гражданской службе и об испытаниях в науках для производства в коллежские асессоры и статские советники» от 6 августа 1809 г. предусматривал, что условием производства в чин коллежского асессора (VIII класс), наряду с выслугой и одобрением начальства, должно быть обучение в одном из отечественных университетов или сдача там специального экзамена. Для производства в статские советники (V класс) обязательными условиями были названы: десятилетняя выслуга «с ревностию и усердием»; не менее чем двухгодичное пребывание в одной из поименованных должностей (советника, прокурора, правителя канцелярии или начальника определенной штатом экспедиции); одобрение начальства; успешное обучение в университете или сдача соответствующего экзамена, подтвержденные аттестатом. М. А. Дмитриев вспоминал об этом указе так:
Учиться основательно и узнавать положительные предметы, нужные для просвещения, начали мы собственно только с указа 1809 года от 6 августа, и обязаны этим императору Александру... Как все удивились, что по этому указу требуется для дворянских детей знание языка латинского! Само слово «студент», звучало не по-дворянски! Будем благодарны правительству и его принудительным мерам: без них мы никогда бы не образовались.
Во второй половине правления Александра продолжалось основание привилегированных средних учебных заведений — лицеев: в 1811 году — Царскосельский, в 1817 году — Ришельевский в Одессе, в 1820 — Нежинский.
В 1817 году Министерство народного просвещения было преобразовано в Министерство духовных дел и народного просвещения, которое занялось «закручиванием гаек» и клерикизацией учебных заведений. В 1820 году в университеты направлена инструкция о «правильной» организации учебного процесса. В 1821 году началась проверка выполнения инструкции 1820 года, проводившаяся Магницким и Руничем очень жёстко, необъективно, что особенно наблюдалось в Казанском и Петербургском университетах.
В 1804 году в России появился первый цензурный устав. При университетах из профессоров и магистров были созданы цензурные комитеты, подчинявшиеся Министерству народного просвещения.

## Проекты крестьянской реформы
Сложнее всего было подступить к крестьянской реформе, предполагавшей поэтапную отмену крепостного права. Ещё при вступлении на престол Александр I торжественно заявил, что отныне прекращается раздача казённых крестьян. Указом от 12 декабря 1801 года предоставлено право покупки земли купцами, мещанами, государственными и удельными крестьянами вне городов (помещичьи крестьяне получат это право лишь в 1848 году и только на имя помещика).
«Указ о вольных хлебопашцах» от 20 февраля 1803 года предполагал принципиальную возможность освобождения крестьян с землей за выкуп (с согласия помещика). Проблему крестьянской зависимости он не решил: за всё время действия указа на его основании было освобождено от крепостной зависимости около 1,5 % крепостных крестьян.
Наибольшее возмущение у прогрессивной части общества вызывала распродажа крестьян в отрыве от земли, приводившая к разлучению семей. Соответствующие объявления печатались во всех газетах. Азиатские негоцианты могли купить крестьянина на Макарьевской ярмарке и увезти его на Восток, где он до конца дней жил на положении обычного раба. Намерение Александра запретить продажу крестьян без земли разбилось о сопротивление консерваторов. Настойчивость была чужда характеру молодого императора, и он уступил, запретив лишь публикацию объявлений о продаже людей.
Указ от 10 марта 1809 года отменил право помещиков ссылать своих крестьян в Сибирь за маловажные проступки. Подтверждалось правило: если крестьянин единожды получил свободу, то он не мог быть вновь укреплён за помещиком. Получали свободу выходец из плена или из-за границы, а также взятый по рекрутскому набору. Помещику предписывалось кормить крестьян в голодные годы. С дозволения помещика крестьяне могли торговать, брать векселя, заниматься подрядами. Правда, право помещиков ссылать крестьян в Сибирь было восстановлено уже в 1816 году.
Последующие действия правительства перечеркнули эти благородные начинания. За 1810—1811 годы в связи с тяжёлым финансовым положением казны было продано частным лицам свыше 10 000 казённых крестьян (как отмечает Василий Семевский "Пожалование населенных имений при Павле 1", все эти продажи были исключительно в  Прибалтике, при этом продавались имения, находившиеся в аренде). В ноябре 1815 года российским крестьянам запрещено «отыскивать вольность». В 1823 году вышел указ, подтверждающий право потомственных дворян владеть крепостными крестьянами.
В 1818 году Александр I тайно поручил адмиралу Мордвинову, графам Аракчееву и Гурьеву разработать проекты отмены крепостного права.
Проект Мордвинова:
- крестьяне получают личную свободу, но без земли, которая вся полностью остаётся за помещиками.
- размер выкупа зависит от возраста крестьянина: 9—10 лет — 100 руб.; 30—40 лет — 2 тыс.; 40—50 лет — …

Проект Аракчеева:
- освобождение крестьян провести под руководством правительства — выкупать постепенно крестьян с землёй (две десятины на душу) по соглашению с помещиками по ценам данной местности.

Проект Гурьева:
- медленный выкуп крестьянской земли у помещиков в достаточном размере; программа была рассчитана на 60 лет, то есть до 1880 года.

Крестьянская реформа была «обкатана» на примере Прибалтики, где крестьянский вопрос осложнялся национальным: остзейское дворянство состояло сплошь из немцев. В 1804—05 годах за прибалтийскими крестьянами было признано право на наследственное владение их земельными участками, а для безземельных крестьян-батраков и дворовых людей был установлен минимум обязательного вознаграждения. В 1816—19 годах прошёл второй этап реформы: крестьяне-прибалты освобождались от личной крепостной зависимости под условием сохранения за дворянством собственности на землю.

## Конституционные проекты
Не желая уступать Наполеону репутацию либерального деспота, Александр I на Боргоском сейме 1809 года утвердил широкую автономию Великого княжества Финляндского с сохранением конституционного закона 1772 года и представительного органа — сейма. В ноябре 1815 года Александр I даровал конституцию Царству Польскому.
В 1818 году Александр I поручил министру юстиции Новосильцеву подготовить Государственную уставную грамоту для России. Разработчики грамоты взяли за основу польскую конституцию. Проект предусматривал разделение судебной и исполнительной власти, а также создание двухпалатного парламента — Государственного сейма, состоящего из Сената и Посольской избы. Впервые в русской истории провозглашались свобода печати и неприкосновенность личности.
Ознакомившись с проектом, Александр, встревоженный революционной волной 1820—21 годах в Греции, Италии и Испании, положил его под сукно.

## Свёртывание реформ
За первые десять лет пребывания на троне Александр вполне вошёл во вкус самодержавного правления и охладел к преобразованиям. Ему казалось, что стоит «расшевелить» общество, как России будут обеспечены революционные волнения, подобные тем, что периодически вспыхивали в Европе. Охранительные взгляды императора подпитывались внушениями консерваторов, которые объединились перед лицом грядущих реформ. Так, Н. М. Карамзин в аналитической записке 1811 года увещевал императора:
Одна из главнейших причин неудовольствия россиян на нынешнее правление есть излишняя любовь его к преобразованиям, потрясающим Империю, благотворность коих остаётся сомнительной.
После нашествия французов на Россию императором и вовсе овладевают религиозно-мистические настроения. Он сводит знакомство с баронессой Криденер, считавшей всякий земной прогресс иллюзорным, и с Юнг-Штиллингом, автором сочинений с характерными названиями «Сцены из царства духов», «Теория познания духов», «Приключения по смерти», где Французскую революцию олицетворяет «зверь из бездны», а трёхцветная французская кокарда трактуется как «знамение зверя».
В 1812 году Сперанский потерял расположение императора, и на систематическом реформировании абсолютистской империи был поставлен крест. В целом, преобразования Александра, постоянно колебавшегося между консервативно-реакционным (Аракчеев) и либерально-реформаторским (Сперанский) лагерями, носили непоследовательный и поверхностный характер, затронув главным образом верхушку государственного управления и наименование отдельных ведомств. Существенных изменений в социально-экономическое и политическое устройство страны они не внесли.
Пробуксовывание старых и свёртывание новых реформ вызывало разочарование прогрессивной части русского общества, вдохнувшей во время заграничных походов 1813—15 годах свободный воздух Европы. Офицеры выплёскивали своё недовольство на тайных собраниях, строя проекты более радикальных преобразований. Так родилось движение декабристов.